# Vilosidade intestinal

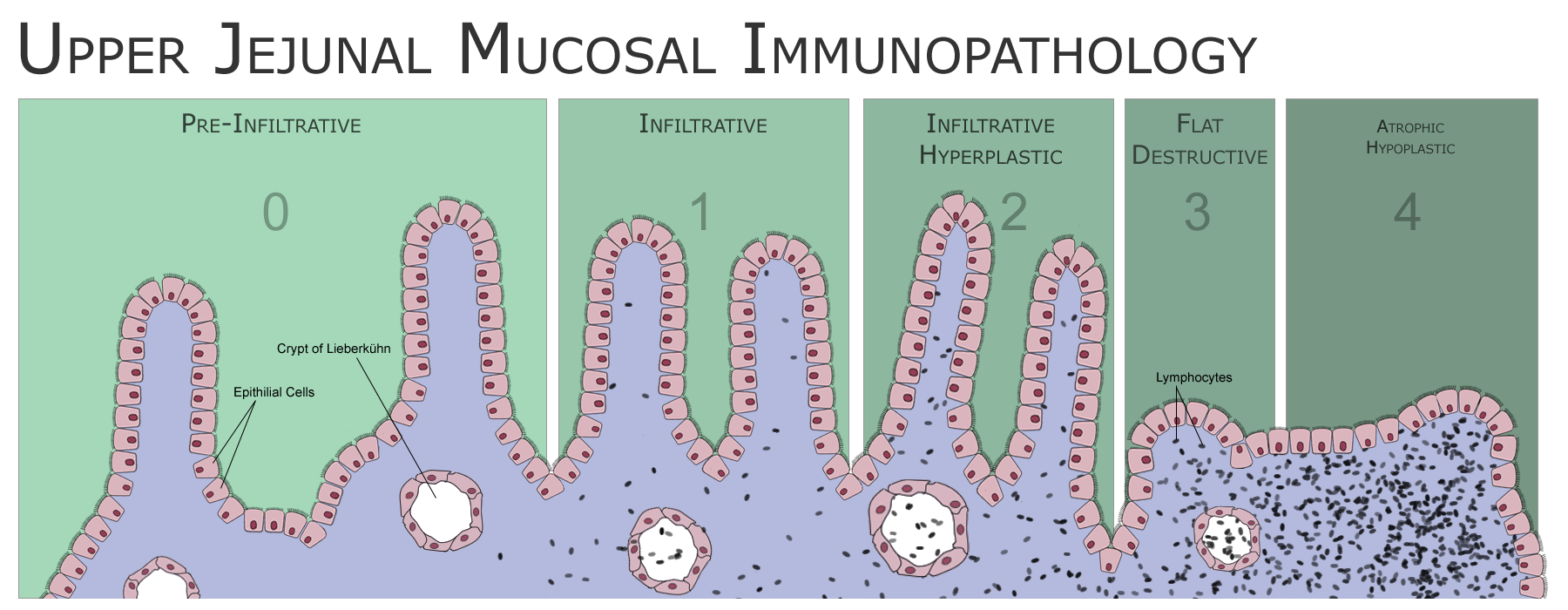
Esquema das vilosidades de modo resumido.

As vilosidades intestinais, assim como as microvilosidades no intestino delgado, têm a função de aumentar a absorção dos nutrientes após a digestão. Elas são as dobras dos intestinos.
A superfície das vilosidades tem uma área de 12 cm² e das microvilosidades 240 cm².

## A absorção
A partir do duodeno, o quimo é conduzido por movimentos peristálticos através de todo o intestino delgado. Nesse percurso o organismo vai absorvendo minerais, vitaminas e produtos da digestão do amido, do açúcar, das proteínas e dos lipídios.O duodeno além da absorção tem a função de transformação química do quimo através das substâncias de dois ductos que "desembocam" na papila maior:ducto colédoco e ducto pancreático. Estes ductos são provenientes do fígado (colédoco) e do pâncreas (pancreático). Respectivamente, liberam no duodeno as seguintes substâncias:bile(responsável pela quebra das grandes moléculas de gorduras em menores, aumentando a superfície de contato) e o suco pancreático (responsável pela transformação química de lipídeos, carboidratos e proteínas).
A parede do interna do intestino é repleta de rugas, chamadas de vilosidades. Uma ampliação delas ao microscópio revela que são formadas por células cuja superfície tem inúmeras pequenas estruturas toda "enrugada". O intestino delgado é a víscera mais extensa do corpo (cerca de seis metros). As vilosidades intestinais e microvilosidades aumentam a área de contato com o intestino e também a velocidade de absorção dos alimentos. Os capilares sanguíneos e a linfa estão nessas vilosidades para absorver os nutrientes. A linfa absorve os lípidos e os capilares sanguíneos absorvem os prótidos, os minerais, as vitaminas e os glicidos. As fibras e a água continuam ao longo do tubo digestivo onde no cólon a água é absorvida.

## Função
As vilosidades e os microvilos aumentam a área de absorção intestinal em aproximadamente 30 vezes e 600 vezes, respectivamente, proporcionando absorção excepcionalmente eficiente de nutrientes no lúmen.
1. ↑  «Oral Delivery of Macromolecular Drugs - Barriers, - Andreas Bernkop-Schnürch - Springer»